# Lourdes Robles
Lourdes Robles (ur. 18 października 1964 r. w San Juan) – portorykańska wokalistka, kompozytorka i aktorka.

## Kariera
W branży muzycznej debiutowała na początku lat osiemdziesiątych. Jako członkini duetu Lourdes y Carlos wydała dwa albumy. Gdy zespół się rozpadł, kontynuowała karierę jako aktorka. Grała w musicalach  Hello, Dolly! i The Fantasticks. W 1985 na gali Festival del Sol w Miami jej utwór "No soy distinta" uzyskał specjalne wyróżnienie. Jej płyta Imágenes (1990) objęła dziewiąte miejsce notowania Billboard Top Latin Albums, a także wylansowała przebojowy singel "Abrázame fuerte", który uplasował się na szczycie listy Hot Latin Tracks. Imágenes zyskał status złotej płyty, a kolejne single Robles −  "Gracias a tu amor", "Miedo" i "Que lástima" − również zyskały popularność. Ostatni album piosenkarki, Sensaciones, swoją premierę miał w 2002 roku.